# USS John Marshall (SSN-611)
USS John Marshall (SSBN/SSN-611) – czwarty w kolejności budowy amerykański okręt podwodny z napędem atomowym typu Ethan Allen. W latach 1962–1981 jako SSBN-611 przenoszący pociski balistyczne SLBM typu Polaris A-2, następnie Polaris A-3, w ramach systemu rakietowego Polaris-Poseidon. 20 czerwca 1981 roku, został wycofany z systemu strategicznego odstraszania nuklearnego i przeklasyfikowany na okręt myśliwski (SSN-611), po czym w roku 1986 został przystosowany do transportu oddziałów specjalnych SEAL. Służbę w marynarce amerykańskiej zakończył 22 lipca 1992 roku.